# Anisographe innotata
Anisographe innotata är en fjärilsart som beskrevs av W. Warren 1903. Anisographe innotata ingår i släktet Anisographe och familjen mätare. Inga underarter finns listade i Catalogue of Life.